# André-René Latrille
André-René Latrille (né le 12 janvier 1922 à Alger et mort le 15 novembre 2011  à Libourne) est un footballeur français.

## Biographie
Le milieu de terrain André-René Latrille grandit dans la ville d'Alger, qui, comme toute l'Algérie, est occupée par la France dans sa jeunesse. Il commence à jouer au football à l'adolescence au Red Star Alger, dont il porte le maillot à partir de 1935. En 1940, alors âgé de 18 ans, il est enrôlé dans l'armée et ne retourne au sport qu'en 1944, lorsqu'il rejoint le club marocain du Sport athlétique de Marrakech. Un an plus tard, il revient dans son ancien club d'Alger. En 1946, il réussit à s'installer en France métropolitaine, où il trouve un nouvel employeur avec le club de première division de l' Olympique de Marseille, qui concourt dans des conditions professionnelles.
À Marseille, il est principalement destiné à la deuxième équipe, mais il apparaît également dans l'équipe professionnelle et le 17 mai 1947 à l'âge de 25 ans, lors d'une victoire 4-0 contre le Red Star, il fait ses débuts en championnat national en marquant un doublé aux 36e et 75e minutes. Lors de la saison 1947/48, il dispute deux matchs et fait donc partie de l'équipe sacrée championne de France. Le 9 septembre 1948, il dispute son dernier match de première division lors d'une victoire 3-1 contre le FC Nancy . Le 1er décembre de la même année, il rejoint le club de deuxième division du SC Toulon, avant de retourner à Marseille à l'été 1949 et de rejoindre le GSC Marseille en deuxième division.
En 1951, Latrille signe avec le club de deuxième division du FC Grenoble, qui a atteint le statut de club professionnel la même année, et y occupe désormais une place de titulaire. En 1953, il s'installe à l'AS aixoise, toujours en deuxième division. Il termine sa carrière au haut niveau en 1954 à l'âge de 32 ans après quatre matchs de première division avec trois buts et 139 matchs de deuxième division avec cinq buts. Il évolue au niveau amateur à l'AC Port-de-Bouc pour conclure sa carrière,.

## Palmarès
Olympique de Marseille
- Championnat de France (1) :
  - Champion : 1947-48.